# Tiki 100
Tiki 100 var en stationær Computer produceret af Tiki Data i Oslo, Norge. Den blev udgivet i foråret 1984 under det originale navn Kontiki¹ 100². Maskinen henvendte sig først og fremmest til uddannelse, specielt grundskolen.
Maskinen var basseret på en Z80 CPU, og havde:
- Et tastatur integreret i maskinen
- En farveskærm med en palet som støttede tre forskellige grafikmoduser; 240x256, 16 farver; 480x256, 4 farver; 960x256, 2 farver; paletten havde 32KB hukommelse
- Et interface for tilkobling til TV
- En polyfonisk lydgenerator
- En eller to integrerede 5¼-tommers diskettedrev
- To RS-232 serieporte
- En Centronics printerport
- 64KB RAM
- 8KB EPROM

Inkluderede programvarer:
- TIKO, et CP/M-kompatibelt operativsystem
- BBC BASIC
- COMAL

Tiki 100 havde tre forskellige grafikmoduser, men ingen tekstmodus da den kun brugte grafik. De forskellige moduser støttede 40, 80 eller 160 gange 25 karakterer på skærmen. 

## Rev. D
Senere lavede de en model som brugte en Intel 8088 processor. Den kørte MS-DOS og var IBM PC-kompatibel. Denne blev kaldt for Tiki 100 Rev. D. udover at være PC-kompatibel (inkluderet CGA-kompatibel grafik), så havde den også en Z80 processor så at den kunne køre software lavet til den gamle Tiki 100, dog med reduceret grafik på grund af opgraderingen til CGA. Begge processorene delte på samme databus og Z80-programmerne kørte under Intel-processorens operativsystem.

## Eksterne Henvisninger
- Tiki-100 Arkiveret 21. november 2010 hos  Wayback Machine
- Emulator og spesifikasjoner